# Украина — освободителям
Памятник «Украина — освободителям» — памятник в г. Ужгороде Закарпатской области Украины.
Построен по проекту архитекторов О. Стукалова и А. Сницарева и скульпторов В. Знобы и И. Знобы.
Установлен в честь советских воинов-освободителей 8 мая 1970 года, в связи с 25-й годовщиной победы над фашизмом, как благодарность жителей Украинской ССР своим освободителям.
Памятник представлял собой скульптуру солдата, в одной руке которого поднятое знамя свободы, а в другой — автомат. Бронзовая фигура была установлена на пьедестале из андезита, высота 11 метров, вес — 19 тонн. Рядом с памятником установлен камень с надписью «Тут были завершены бои советских войск за освобождение Украинской ССР от немецко-фашистских захватчиков в годы Великой Отечественной войны».
Памятник находился на ул. Собранецкая в 1 км от Ужгорода возле государственной границы Украины и Словакии рядом с КПП «Ужгород».
9 ноября 2022 года памятник был демонтирован в связи с аварийным состоянием и перемещён на хранение. По словам главы Закарпатской облгосадминистрации Виктора Микиты, на месте советского монумента может появиться памятник или мемориал в честь современных героев — закарпатских штурмовиков 128-й бригады.